# Gordana Boban
Gordana Boban, (Livno, 13. rujna 1967.) je bosanskohercegovačka dramska umjetnica mlađe generacije iz Livna. 
Već od ranog djetinjstva mlada je Gordana Boban aktivan član livanjskog kulturno-umjetničkog društva "Radnik", u kojem se tijekom osamdesetih godina pojavljuje u velikom nizu uloga Amaterskog kazališta Livno. Prve važnije uloge ostvarila je u "Sretnom princu" (1982.) Oscara Wildea, "Sretnoj priči" (1983.) i "Kosarinom vijencu" (1984.) Pere Mioča, te oratoriju "Jadi Ne Vujadine" (1986.) Alda Kezića. Akademsko obrazovanje dramske umjetnice stječe na Akademiji scenskih umjetnosti u Sarajevu. Značajnije uloge u dramskim predstavama Tetoviranom pozorištu, Ženski turbofolk bend i Mjesečevoj Predstavi, te u filmovima: "Gori vatra" (2002.), "Nafaka" (2006.) i drugi.